# Declaración de diseño rural
La Declaración de Ordenación Rural (DOR) o Village Design Statement (VDS) es un término del planeamiento rural inglés.
Una DOR es un documento que describe las características distintivas de lo local y provee una guía de diseño para influir en el desarrollo futuro y mejorar las cualidades físicas del área objetivo.
Diseñar estas DOR provee una oportunidad a comunidades para que participen incluyendo y desarrollando su propia visión de su entorno . Los Consejos de la comunidad rural deben apoyar a las comunidades locales en el establecimiento y desarrollo de estas Declaraciones.